# Albert François Joseph Larcher
Pour les articles homonymes, voir Larcher.
Albert François Joseph Larcher, né le 24 juin 1768 à Bayeux (Calvados), mort le 18 juillet 1812 à Cordoue (Espagne), est un militaire français de la Révolution et de l’Empire.

## États de service
Il s’engage le 19 septembre 1784, au régiment de Berry, il devient caporal le 20 septembre 1785, sergent fourrier le 15 juillet 1787, et il obtient son congé par grâce le 1er septembre 1790. 
Le 3 juillet 1791, il reprend du service comme soldat au 8e régiment de cavalerie, et le 25 janvier 1792, il est nommé sous-lieutenant au choix du roi, puis le 28 août 1793, il passe lieutenant à l’ancienneté. De 1792 à l’an IX, il fait avec distinction les campagnes aux armées du Nord, du Centre, de la Moselle, de Sambre-et-Meuse, d’Allemagne, de Mayence, d’Angleterre, du Danube et du Rhin. Le 8 septembre 1793, à l’affaire de Valmouth, près de Cassel, il commande un piquet de 30 hommes, lorsqu’ayant reçut l’ordre de poursuivre l’ennemi dans sa retraite, il atteint et charge son arrière-garde composée de dragons anglais, les met en fuite, leur fait des prisonniers, et s’empare de plusieurs chevaux, d’un convoi de bagages et de blessés, parmi lesquels se trouve un officier supérieur. Le général commandant la brigade ordonne de vendre les bagages au profit des brigadiers qui ont pris part à l’action. 
Capitaine à l’élection du 27 juillet 1794, il se signale le 27 juillet 1796, lors d’une reconnaissance de Jourdan, près de Schweinfurt, où à la tête de son escadron, il charge vigoureusement les hussards de Toscane, et contribue puissamment à dégager le général Jourdan, entouré par l’ennemi. Il reçoit son brevet de chef d’escadron le 7 septembre 1799, et le 19 juin 1800, il commande, lors du passage du Danube, le 2e escadron de son régiment, et par l’habileté de ses manœuvres et l’élan qu’il sait imprimer à sa troupe, il décide le succès de la journée et la prise de 1 500 hommes d’infanterie qui se rendent à discrétion. 
De retour en France à la cessation des hostilités, il est nommé major au 2e régiment de carabiniers le 15 décembre 1803, et il est fait chevalier de la Légion d’honneur le 25 mars 1804. Envoyé à l’armée d’Espagne, il est promu colonel le 14 octobre 1811, au 17e régiment de dragons. 
Il meurt le 18 juillet 1812, à Cordoue. 

## Sources
- A. Lievyns, Jean Maurice Verdot, Pierre Bégat, Fastes de la Légion-d'honneur, biographie de tous les décorés accompagnée de l'histoire législative et réglementaire de l'ordre, Tome 4, Bureau de l’administration, 1844, 640 p. (lire en ligne), p. 373.
- « Cote LH/1481/55 », base Léonore, ministère français de la Culture
- Léon Hennet, Etat militaire de France pour l’année 1793, Siège de la société, Paris, 1903, p. 238.
- Danielle Quintin et Bernard Quintin, Dictionnaires des colonels de Napoléon, S.P.M., 2013 (ISBN 9782296538870)
- le général Susane, Histoire de la cavalerie française, tome 3, imprimerie Eugène Heutte et Cie, Saint-Germain, 1874, p. 30.